# 비비안 에드워즈
비비안 에드워즈(Vivian Edwards, 1896년 9월 10일 ~ 1949년 12월 4일)는 미국의 배우, 영화배우이다.

## 영화
- 솔 메이트 (1917년)
- 히스 퍼펙트 데이 (1917년)
- 허 동키 러브 (1917년)
- 어 모던 이노크 아든 (1916년)
- 더 빌리지 블랙스미스 (1916년)
- 히스 와일드 오츠 (1916년)
- 히스 라잉 하트 (1916년)
- 히스 버스티트 트러스트 (1916년)
- 온리 어 파머스 도터 (1915년)
- 호건스 머시 잡 (1915년)
- 호건, 더 포터 (1915년)
- 호건스 아리스토크레틱 드림 (1915년)
- 윌풀 앰브로즈 (1915년)
- 히스 러클러스 러브 (1915년)
- 드로핑튼스 데블리쉬 디드 (1915년)
- 도즈 칼리지 걸스 (1915년)
- 웬 엠브로즈 데어드 왈러스 (1915년)
- 더 배틀 오브 엠브로즈 앤 왈러스 (1915년)
- 온리 어 메신저 보이 (1915년)
- 배관공 (1914년)
- 데어 파탈 범핑 (1914년)
- 매스쿼레이더 (1914년)
- 소도구 담당 (1914년)
- 페이스 온 더 바 룸 플로어 (1914년)
- 그의 새로운 일 (1914년)
- 사랑의 아픔 (1914년)
- 더그 앤 다이너마이트 (1914년)
- 무례한 신사들 (1914년)
- 히스 트리스팅 플레이스 (1914년)
- 그의 지나간 시대 (1914년)